# Ocelot
Leopardus pardalis
Pour les articles homonymes, voir Ocelot (homonymie).
Espèce
Répartition géographique
Statut de conservation UICN

 LC  : Préoccupation mineure
Statut CITES
L’Ocelot (Leopardus pardalis ou anciennement Felis pardalis) est un félin qui vit en Amérique du Sud et en Amérique centrale. Il est appelé Cunaguaro au Venezuela et Jaguatirica au Brésil.
Il vit dans différents biotopes : marais, mangroves, prairies, forêts tropicales. Il chasse la nuit au sol et parfois dans les arbres.

## Étymologie
Le mot ocelot, d'origine nahuatl, est un dérivé de ōcēlōtl (prononcer /oːˈseːloːtɬ/), qui se réfère généralement au jaguar (Panthera onca), plutôt qu'à l'ocelot,,.

## Description
L'ocelot a un corps allongé, avec des pattes courtes munies de larges pieds. La tête est grande, avec des oreilles rondes, des yeux jaunes et un nez rose. Ce félin pèse entre 8 et 16 kg. La longueur de la tête au bout de la queue varie de 92 à 144 cm. La couleur de la robe varie d'ocre jaune à fauve en zone forestière et est plutôt dans des teintes ternes, grisâtres, en zone aride. La courte fourrure est dotée d'ocelles allongés horizontalement sur les flancs. Des rayures noires strient la queue tandis que de petites taches noires marquent les membres. Deux épaisses rayures barrent chaque joue et deux autres, plus fines, suivent le front. Le revers des oreilles est noir avec une tache centrale blanche ou jaune.
Dans la nature, l'ocelot peut être confondu avec le margay (Leopardus wiedi), dont la robe est similaire. L'ocelot est cependant beaucoup plus grand (le Margay pèse entre 3 et 4 kg) et a une queue plus courte.
C'est un bon grimpeur, comme le puma, plus grand, avec lequel il partage la majorité de son aire de répartition. Son odorat est très développé. L'ocelot dort la tête reposant sur ses pattes antérieures étendues, comme un chien. C'est le seul félin à dormir ainsi.

## Comportement

### Cycle de vie
L'ocelot peut vivre jusqu'à dix ans dans la nature, ou environ 20 ans en captivité. Il est possible de l'apprivoiser.
Après une gestation de 80 jours, la femelle a une portée de un à quatre petits. Les petits sont dépendants de leur mère pendant 5 à 6 mois et ne quittent le territoire de celle-ci qu'à l'âge de 2 ans. Leur difficulté à trouver de la nourriture explique peut-être pourquoi les ocelots ne donnent qu'un ou deux petits. Les jeunes ocelots grandissent moins rapidement que les autres félins.

### Nourriture

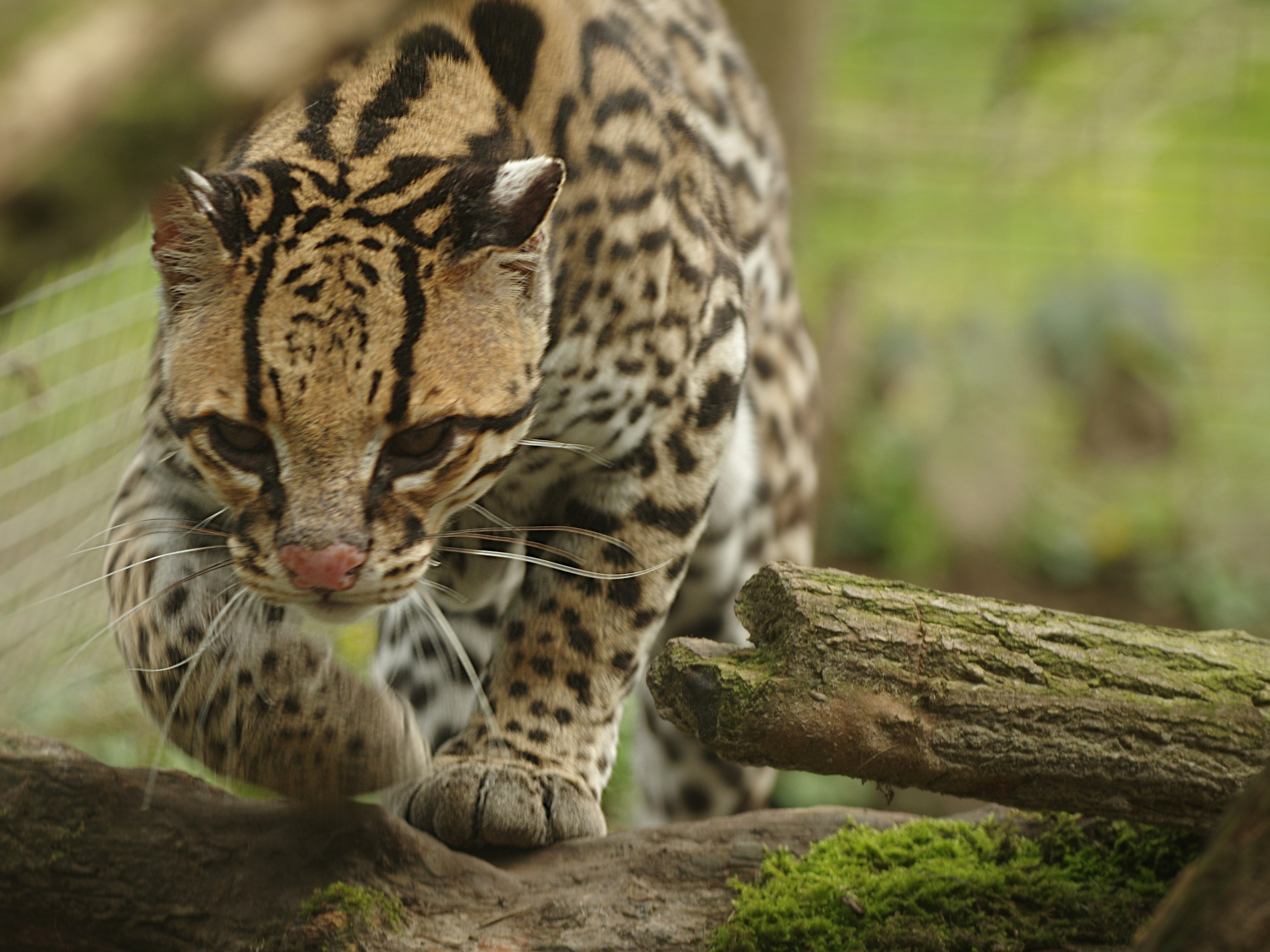
L'Ocelot chasse essentiellement au sol.

L'ocelot chasse au sol même s'il vit généralement dans les arbres la journée. Il chasse normalement pendant la nuit mais la chasse peut se poursuivre le matin surtout s'il pleut ou s'il y a des nuages.
L'ocelot est carnivore, ses proies favorites sont les rongeurs comme les rats, les souris et les agoutis. Mais son régime alimentaire comprend aussi des oiseaux, des serpents, des poissons, des lézards, des chauves-souris, des crabes terrestres ou des animaux plus gros comme les singes, les tortues, les faons, les tatous et les fourmiliers.

## Taxonomie

### Leopardus, la lignée des ocelots
Arbre phylogénétique du genre Leopardus
|  | Leopardus wiedii - Margay   |
|  |                             |
|  | Leopardus pardalis - Ocelot |
|  |                             |

|  | Leopardus jacobita - Chat des Andes  |
|  |                                      |
|  | Leopardus colocolo - Chat des Pampas |
|  |                                      |

|  | Leopardus tigrinus - Oncille (Chat-tigre) |
|  |                                           |
|  | Leopardus guigna - Guigna (Chat du Chili) |
|  |                                           |
|  | Leopardus geoffroyi - Chat de Geoffroy    |
|  |                                           |

|  | Leopardus jacobita - Chat des Andes  |
|  |                                      |
|  | Leopardus colocolo - Chat des Pampas |
|  |                                      |

|  | Leopardus tigrinus - Oncille (Chat-tigre) |
|  |                                           |
|  | Leopardus guigna - Guigna (Chat du Chili) |
|  |                                           |
|  | Leopardus geoffroyi - Chat de Geoffroy    |
|  |                                           |

|  | Leopardus wiedii - Margay   |
|  |                             |
|  | Leopardus pardalis - Ocelot |
|  |                             |

|  | Leopardus jacobita - Chat des Andes  |
|  |                                      |
|  | Leopardus colocolo - Chat des Pampas |
|  |                                      |

|  | Leopardus tigrinus - Oncille (Chat-tigre) |
|  |                                           |
|  | Leopardus guigna - Guigna (Chat du Chili) |
|  |                                           |
|  | Leopardus geoffroyi - Chat de Geoffroy    |
|  |                                           |

|  | Leopardus jacobita - Chat des Andes  |
|  |                                      |
|  | Leopardus colocolo - Chat des Pampas |
|  |                                      |

|  | Leopardus tigrinus - Oncille (Chat-tigre) |
|  |                                           |
|  | Leopardus guigna - Guigna (Chat du Chili) |
|  |                                           |
|  | Leopardus geoffroyi - Chat de Geoffroy    |
|  |                                           |

La phylogénie s'est longtemps basée sur l'étude des fossiles d'un animal afin de préciser l'apparition et l'évolution d'une espèce. La phylogénie moderne s'appuie essentiellement sur les analyses génétiques en raison du nombre peu important de fossiles de félins. Le premier félin est apparu il y a onze millions d'années.
Les félins ont divergé en huit lignées distinctes. La lignée des ocelots, correspondant au genre Leopardus est la quatrième  par ordre de divergence. Il y a neuf millions d'années, les félins migrent pour la première fois vers le continent américain en passant par la Béringie,.
Le niveau des océans remonte à nouveau au cours du Miocène, et les précurseurs des lignées de l'ocelot, du lynx et du puma se trouvent isolés des populations du vieux continent. La lignée de l'ocelot commence à diverger il y a huit millions d'années. Elle se distingue notamment par un nombre de chromosomes différent de celui des autres lignées : 36 chromosomes au lieu de 38. Durant le Pliocène, il y a deux à trois millions d'années, le niveau des océans baisse à nouveau : l'isthme de Panama émerge et permet aux félins, et notamment à la lignée de l'ocelot, de conquérir l'Amérique du Sud. La diversification en espèces s'opère durant cette période et le dernier ancêtre commun du genre Leopardus est daté d'il y a 2,9 millions d'années.

### Sous-espèces
Il existe douze sous-espèces d'ocelot, dont la différenciation se fait de manière géographique :
- Leopardus pardalis pardalis (Linnaeus, 1758) - Amazonie
- Leopardus pardalis aequatorialis (Mearns, 1903) - nord des Andes
- Leopardus pardalis albescens (Pucheran, 1855) - Mexique, Texas
- Leopardus pardalis maripensis Venezuela - Guyana
- Leopardus pardalis mearnsi (Allen, 1904) - Amérique centrale
- Leopardus pardalis melanurus
- Leopardus pardalis mitis (Cuvier, 1820) - Argentine, Paraguay
- Leopardus pardalis nelsoni (Goldman, 1925) - Mexique
- Leopardus pardalis pseudopardalis (Boitard, 1842) - Colombie
- Leopardus pardalis puseaus (Thomas, 1914) - Équateur
- Leopardus pardalis sonoriensis (Goldman, 1925) - Mexique
- Leopardus pardalis steinbachi (Pocock, 1941) - Bolivie

## Dans la culture

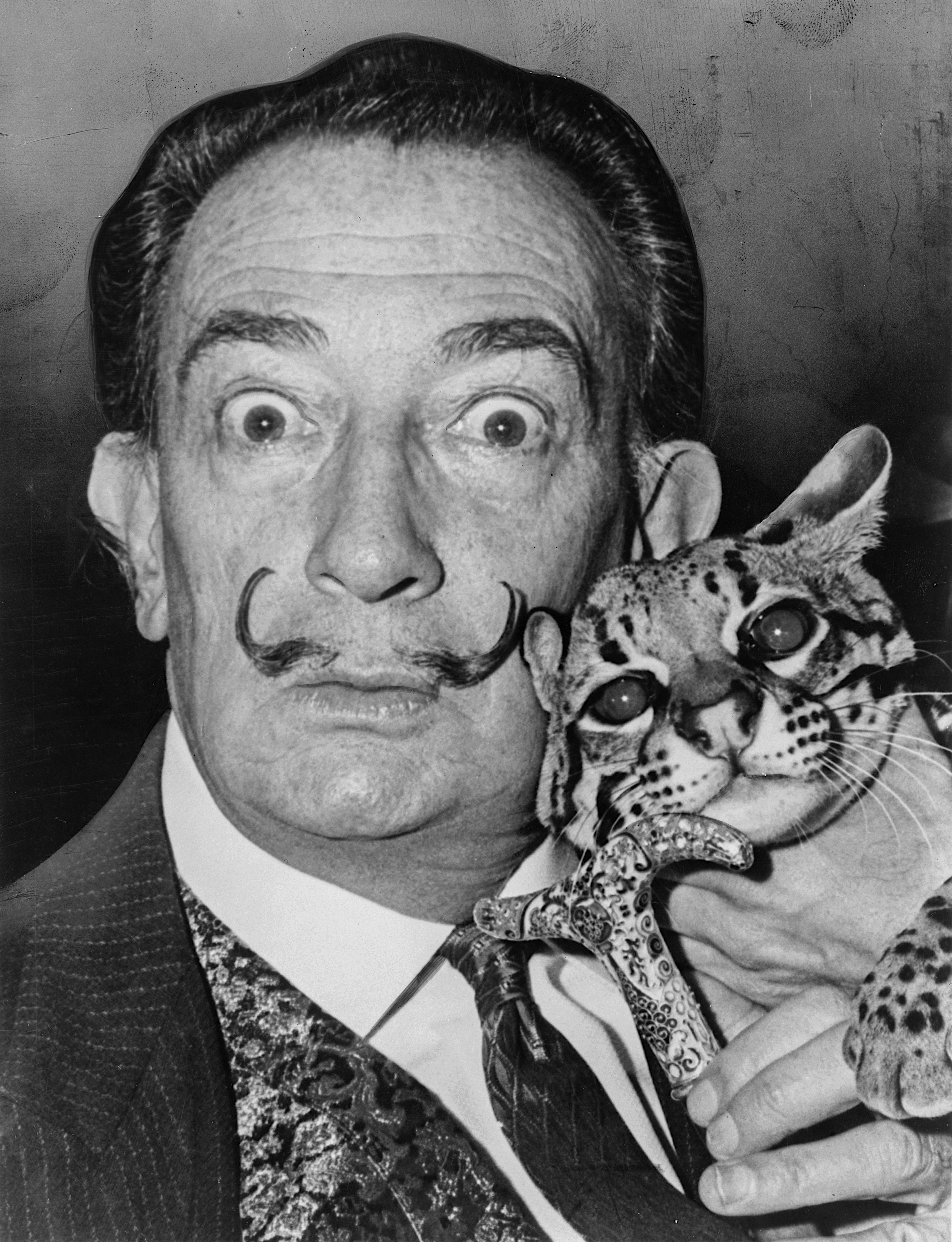
Salvador Dalí et son ocelot nommé Babou.

Les Ocelots apparaissent dans le jeu Minecraft lors de la mise à jour 12w04a, ils pouvaient être apprivoisé par le joueur a l'aide de poisson pour devenir des chats jusqu'à la mise à jour 18w44a, où les Ocelots et les chats ont été séparés en deux catégories distinctes mais similaire d'apparence, les Ocelots ne pouvant plus être apprivoisés.
Dans la saga de jeux vidéo Metal Gear Solid, l'un des personnages principaux tire l'un de ses nombreux pseudonymes de l'ocelot, à savoir Revolver Ocelot ; imitant d'ailleurs parfois le miaulement de l'animal.

## État des populations, menaces
Il est classé en voie de disparition au niveau fédéral aux États-Unis, avec en 2022 moins de 80 individus survivant dans la vallée inférieure du Río Grande au sud du Texas. Il est au bord de la disparition en Amérique du Nord, en raison principalement de la fragmentation écologique et de la dégradation ou disparition de ses habitats. Sa première cause de mortalité aux États-Unis où ne subsistent que quelques dizaines d'individus dans le sud-est du Texas est la mort des suites de collision avec un véhicule (roadkill). Depuis les années 1990, des écoducs ont été construits au Sud du Texas pour limiter le roadkill, mais « les ocelots les utilisent rarement », car le positionnement de ces structures de franchissement routier n'a pas tenu compte des habitats de l'Ocelot (en particulier, ils sont « situées à plus de 100 km d'une population d'ocelots existante ». À échelle continentale, son territoire a de plus été sectionné par le canal de Panama (lequel a été élargi pour doubler sa capacité) et au moins trois autres propositions d'axes Est-Ouest existent  projet de canal du Nicaragua, canal post-Panamax proposé par le gouvernement, et deux propositions privées de voies ferrées reliant les deux côtes). 
En France, la présence du félin à l'état sauvage se limite à la Guyane.